# Màrius Ferré
Màrius Ferré (Reus, 16 de gener de 1871 - 27 de setembre de 1898) va ser un poeta i ebenista català.
Fill de família modestíssima, als 11 anys entrà d'aprenent d'ebenista. De ben jove, amb una colla d'amics aficionats al teatre, van muntar el "Teatro Valero", situat en uns magatzems del carrer de Palo Santo, on feien representacions. El 1893, fent el servei militar, li tocà anar a Melilla, on va contraure tuberculosi i anèmia. Al tornar a Reus, es va integrar al Grup modernista de Reus i va publicar freqüentment poemes a la majoria de periòdics de la ciutat (Lo Somatent, Lo Ventall, Pisto humorístico, La Trompeta, La Autonomía, Eco del Centro de Lectura...), signant normalment com a "F. Mario". El 1897 va estrenar una obra dramàtica titulada "Amor y deber", que no arribà a publicar. Segons Miquel Ventura, company de la "Colla de ca l'Aladern", va mantenir sempre un esperit optimista i rialler tot i la malaltia, i alguns dels seus versos, no recollits després, eren molt procaços. Contagiat per l'ideal de la tertúlia va escriure fins a l'últim moment. Els seus amics li van dedicar un seguit d'homenatges a la premsa reusenca i un número monogràfic de la revista Lo Ventall. L'any següent de la seva mort van publicar el recull Verso y prosa amb la majoria de poemes publicats a la premsa i quatre articles en prosa. D'aquest recull, l'historiador de la cultura reusenca Joaquim Santasusagna en ressalta el caràcter anarquista i anticlerical.